# Argyrotaenia ljungiana
Argyrotaenia ljungiana (Thunberg 1797) је врста ноћног лептира (мољца) из породице Tortricidae.

## Распрострањење и станиште
Врста је широко распрострањена, од западне Европе на исток до Кине и Јапана. У Србији се среће релативно често, углавном у низијским подручјима.

## Опис
Боја предњих крила се креће од бледо браон до сребрно беле боје. Шаре су тамно црвенкасто браон до сиве и обично укључују јасно дефинисану шару по средини крила. Задња крила су сивкасто смеђа. Иза главе јасан упадљив чуперак. Одрасле јединке се често могу помешати са сличним врстама истог рода, па је за тачну идентификацију често неопходна дисекција гениталног апарата. Распон крила је од 12 до 16 mm. Гусенице старијих стадијума су бледозелене са жућкасто смеђом главом. Проторакални штит је жућкастозелене боје. На подручју Европе се углавном јавља једна до две генерације годишње, а понегде и 2 до 3 генерације. Лептир лети од маја до краја јула али негде и у септембру, у зависности од поднебља. УСрбији је најчешћи током јуна, јула и августа. Врста се сматра штеточином воћарских и ратарских култура, као и украсног биља. Гусеница је полифагна - храни се различитим биљкама, између осталих као биљка хранитељка јављају се Prunus avium, Malus domestica, Prunus cerasus, Colutea arborescens, Amorpha fruticosa, итд. Презимљава у стадијуму лутке.

## Галерија
- лептир
- гусеница
- лутка
- лептир
- лептир

## Синоними
- Tortrix ljungiana Thunberg, 1797
- Argyrotaenia cognatana Stephens, 1852
- Argyrotaenia fuscoliana Stephens, 1852
- Argyrotaenia lepidana Herrich-Schäffer, 1849
- Loxotaenia lepidana Herrich-Schäffer, 1849
- Argyrotaenia micantana Lucas, 1937
- Olethreutes micantana Lucas, 1937
- Argyrotaenia politana auct.
- Tortrix politana Haworth, 1811
- Tortrix pulchellana Haworth, 1811